# Fogturizmus
A fogturizmus az úgynevezett egészségturizmus része. Mivel egyes országokban, köztük Magyarországon a fogászati kezelések és főleg pótlások ára töredéke a Nyugat-Európában szokásosnak, jelentős számú turista csak azért, vagy legalábbis részben azért érkezik, hogy az utazás ideje alatt a fogát kezeltesse, vagy pótoltassa. Sok esetben az utazás, szállás, valamint egyéb költségeket  beszámítva is igen jelentős megtakarítást érhet el így az úgynevezett fogturista.

## A fogturizmus kezdete és elterjedése
A fogturizmus egyik jelentős európai országa Magyarország. Kezdete az 1980-as években volt, az osztrákokkal kötött vízummentességi egyezmény után Ausztriából minden megkötés és nehézség nélkül tudtak hozzánk utazni. A fogturizmus eleinte főként az osztrák határhoz közeli városokra (pl. Sopron, Szombathely, Mosonmagyaróvár) volt jellemző. A betegeket ekkor leginkább kisebb magánrendelések várták. 
1990 után fokozatosan lehetőség nyílt komolyabb, akár luxusszintű  magánrendelők, klinikák nyitására is, ezután az egészség- és fogturizmus az ország más területein, főként turisták által amúgy is látogatott helyeken, Budapesten és a fürdővárosokban is elterjedt. A színvonal elérte, bizonyos esetekben akár meg is haladta a nyugaton szokásosat, de az árak az ottaninál jóval alacsonyabbak maradtak.

## Az érkezők összetétele
A fogturizmus turistáinak nemzetközi összetétele meglehetősen széles skálán mozog és alakul. Az osztrák-magyar határon fekvő városok fogászati klinikáinak vendégei túlnyomóan a szomszédos Ausztria látogatóiból kerülnek ki. Tulajdonképpen a fogturizmus kiindulópontjai is kezdetben az Ausztriával szomszédos magyar városok voltak. Később brit, ír és német állampolgárok is egyre gyakrabban vették igénybe a magyar fogászati szolgáltatásokat.
Az Olaszországból érkező vendégek mindig is jelen voltak, azonban az utóbbi időben egyre gyakrabban és nagyobb számban bővítik a fogturisták nemzetközi összetételét. Ennek oka, hogy az ország egy részétől Magyarország nincs kifejezetten messze, valamint a kezelés árai még egy utazást felvállalva is jóval alacsonyabbak az olasz fogászati kezelések árainál. A folyamatra az olasz televízió is felfigyelt és több riportműsor illetve reklám is született. Az eredetileg túlnyomó részt osztrák fogturisták aránya tehát folyamatosan csökken, míg az olaszok aránya egyre nagyobb mértékben emelkedik.
Svájcból is egyre több fogturista érkezik Magyarországra. Európán belül Svájcban az egyik legmagasabb a fogászati kezelések ára, így nem véletlen, hogy egyre többen jönnek emiatt hazánkba az országból. Magyarországon nagyságrendileg a svájci árak egyharmadáért lehet elvégeztetni ugyanazokat a fogászati kezeléseket.

## Fogkezelés és turizmus
A fogturizmus sok esetben nem csak a fogászati kezelésekről szól. A beteg számára kevésbé megterhelő beavatkozások esetén felfogható egy turisztikai programnak, amelynek részét képezi a fogászati kezelés is. A páciensek/turisták 4-5 csillagos szállodákban szállnak meg, megtekintik hazánk nevezetességeit, részt vesznek programokban, gyógyfürdőket, éttermeket látogatnak meg és nem utolsósorban megcsináltatják fogaikat. Nagyobb beavatkozások, szájműtétek, foglecsiszolások, implantátumok beépítése esetén természetesen szokásos turistatevékenység nem végezhető.  
A fogászati szolgáltatások tekintetében mára teljes a kínálat, azonban vannak rendkívül népszerű és ritkán igénybe vett szolgáltatások is. Nyilván egy fogfehérítésért, vagy adott esetben egy fogtömésért nem érdemes messziről hazánkba utazni, azonban egy teljes pótlásért, vagy az újabban népszerű  implantológiai eljárások igénybevételéért már érdemes Magyarországra jönni.